# Třebeň
Třebeň (in tedesco Trebendorf) è un comune della Repubblica Ceca facente parte del distretto di Cheb, nella regione di Karlovy Vary.

## Geografia fisica
I comuni limitrofi sono Zirovice, Stodola e Frantiskovy Lazne ad ovest, Katerina, Vonsov, Sucha, Zelena, Devin, Stary Rybnik e Skalna a nord, Starost ad est e Trsnice, Jindrichov, Sebenbach e Chlumecek a sud.
A nord del paese vi è una riserva naturale.

## Storia
La prima menzione scritta del villaggio risale al 1208. Nel XIV secolo fu costruita una fortezza della quale, tuttavia, non ci sono pervenute tracce.

## Monumenti
- Chiesa gotica di San Lorenzo costruita in pietra
- Colonna con la statua della Vergine Maria
- Crocifisso

## Geografia antropica

### Frazioni
- Třebeň
- Doubí
- Dvorek
- Horní Ves
- Chocovice
- Lesina
- Lesinka
- Nový Drahov
- Povodí
- Vokov